# Hôpital des Charitains
L'hôpital des Charitains est un ancien hôpital situé sur la commune d'Ébreuil, dans le département de l'Allier, en France.

## Description
L'édifice est construit entre 1768 et 1770.

## Historique
L'édifice est inscrit au titre des monuments historiques en 2009.